# 詹姆斯·弗朗西斯·伯恩斯
詹姆斯·弗朗西斯·伯恩斯（英語： 1882年5月2日—1972年4月9日），生于南卡罗来纳州查尔斯顿，于1972年4月9日逝世，美国政治家，第49任美国国务卿和南卡罗来纳州州长。1941年至1942年他任美国最高法院大法官。伯恩斯是美国民主党人，并支持种族隔离。